# Marta Sziłajtis-Obiegło
Marta Sziłajtis-Obiegło (ur. 25 października 1985 w Poznaniu) – kapitan jachtowy, najmłodsza Polka, która samotnie opłynęła świat (w wieku 23 lat).

## Życiorys
Uprawiała żeglarstwo w Yacht Klubie Stal w Gdyni. Egzamin kapitański zdawała w ostatniej sesji według starych zasad w roku 2005 i tak w wieku 19 lat została najmłodszym w Polsce kapitanem ze starym patentem. Studia na wydziale Turystyki i Rekreacji na Akademii Wychowania Fizycznego w Poznaniu. Uczestniczyła w Kobiecych Regatach Dookoła Świata. Zdobyła również patent Master of Yachts Ocean (International Yacht Training) oraz została radiooperatorem SRC, brała udział w kursach STCW organizowanych przez Akademię Morską w Gdyni. Była oficerem na żaglowcach STS Pogoria i Gedania.

### Samotny rejs
W swój samotny rejs Marta Sziłajtis-Obiegło wyruszyła 27 kwietnia 2008 r. z portu w mieście Puerto la Cruz w Wenezueli i po przepłynięciu trasą pasatową łącznie ponad dwudziestu pięciu tysięcy mil morskich zakończyła 20 kwietnia 2009 r. w tym samym wenezuelskim porcie.
Trasa rejsu wiodła z Wenezueli przez Morze Karaibskie, Kanał Panamski, Ocean Spokojny, Ocean Indyjski i Południowy Atlantyk. Po drodze żeglarka odwiedziła Panamę, Galapagos, Polinezję Francuską, Tonga, Vanuatu, Wyspy Kokosowe, Mauritius, RPA, Wyspę Świętej Heleny i Brazylię.
Dokonała tego w ciągu 358 dni płynąc 8,5-metrowym jachtem Mantra Ania. Projektantem i budowniczym jachtu oraz organizatorem rejsu był Andrzej Armiński, inżynier budowy okrętów i kapitan jachtowy ze Szczecina.

#### Kontrowersje wokół rejsu
Na przełomie 2008/2009 pojawiły się pewne wątpliwości dotyczące wyprawy. Podczas rejsu, stojąc na kotwicy niedaleko portu Port Elizabeth w Południowej Afryce jacht żeglarki doznał pewnych uszkodzeń. Na wezwanie o pomoc wyruszył statek służby ratownictwa morskiego RPA - Sea Rescue. Ratownicy znaleźli na pokładzie dwie żeglarki (Martę Obiegło oraz Magdalenę Makowską), co nie jest zgodne z informacją, że na trasie wokoło RPA był to rejs samotny, źródło oficjalny raport Sea Rescue. Zdarzenie to zostało opisane w lokalnej prasie, również z informacją o tym iż na jachcie oprócz odbywającej samotny rejs kapitan Sziłajtis-Obiegło znajdowała się jeszcze jedna żeglarka, czego w pierwszych doniesieniach nie potwierdzała żeglarka, ani organizator rejsu Andrzej Armiński. Zapytana przez portal sailnews.pl kpt. Sziłajtis-Obiegło wyjaśniła, że kpt. Makowska była u niej z wizytą podczas postoju jachtu na kotwicy.